# Křesťanství v Česku
K některému z proudů křesťanství se hlásí drtivá většina z 1 374 285 deklarovaných věřících hlásících se k církvi nebo náboženské společnosti (tj. z 13,06 % obyvatel) v České republice. Dominantní postavení zde má římskokatolická církev, k níž se při sčítání lidu v roce 2021 přihlásilo 976 853 obyvatel (tj. 9,28% populace České republiky, číslo obsahuje i katolíky bez bližší specifikace).
Velikostně teprve daleko za římskokatolickou církví následují jiná křesťanská uskupení, z nichž největší je pravoslavná církev s 40 681 věřícími , následuje Českobratrská církev evangelická (32 577 obyvatel) a Církev československá husitská (23 610 obyvatel). Z uvedených církví roste počtem pravoslavná církev díky tomu, že mezi jejími věřícími je výrazný podíl imigrantů a Čechů se zahraničními kořeny, zejména ruskými a ukrajinskými. K té se ovšem hlásí navíc mnoho cizinců, dlouhodobě pobývajících či pracujících v České republice (v roce 2001 jich bylo na 100 000).
Z dalších církví dosahují počtu přihlášených věřících nad deset tisíc ještě Svědkové Jehovovi, ke kterým se hlásilo 13 298 lidí, a Církev bratrská, ke které se v roce 2021 přihlásilo 10 762 obyvatel.

## Statistika
Dlouhodobým trendem je pokles počtu občanů České republiky hlásících se ke křesťanským církvím. Mezi sčítáními lidu v letech 1991 a 2001 došlo k poklesu jejich podílu ze 43,9 % na 32,1 % všech obyvatel České republiky. Tento pokles přitom není u jednotlivých církví a denominací shodný. Zatímco malé evangelikalní církve a pravoslavné církve počet svých členů navyšovaly o desítky až stovky procent, u velkých tradičních církví došlo k velkému propadu, taktéž o desítky procent. Tento trend pokračuje i v novém tisíciletí, kdy byly registrovány některé zcela nové církve, jako charismatická Církev Křesťanská společenství nebo Ruská pravoslavná církev, podvorje patriarchy moskevského a celé Rusi v České republice.
Tradiční církve se naopak potýkají s odlivem věřících. Největší úbytek věřících ukázala statistika u římskokatolické církve, která ztratila 68 % věřících, což vzhledem k její velikosti činí 1 280 605 lidí – to je v absolutních číslech větší ztráta, než u všech ostatních zaostávajících církví dohromady. V letech 1991 až 2001 se k českobratrské církvi evangelické přihlásilo o 57 % méně věřících, k Církvi československé husitské o 55 % méně, ke Starokatolické církvi o 59 % osob méně. Počet osob hlásících se k Slezské církvi evangelické augsburského vyznání se (mimo jiné i v důsledku rozštěpení církve v roce 1995 a vzniku Luterské evangelické církve a. v.) snížil o 42 %. Odliv členů tradičních církví pokračoval (s výjimkou Starokatolické církve) i v první dekádě 21. století.
Určité problémy činí interpretace tak obrovských ztrát velkých tradičních církví. Řada komentátorů[kdo?] je přičítá poklesu obliby církví a náboženství ve společnosti po pominutí polistopadové euforie, což mělo zapříčinit, že lidé v roce 1991 formálně a tradičně se sice hlásící k těmto církvím, ale de facto k nim nepatřící, se k nim v roce 2001 už nepřihlásili. Tato interpretace též vysvětluje, proč se tento jev projevil pouze u starých, velkých a zavedených církví: nové církve takovéto formální členy mají jen v minimální míře, neboť jednak dosud neměly příležitost si je vytvořit, jednak k formálnímu členství snáze lákají masové organizace. Až v druhé řadě jsou brány další vlivy – zejména pak nezdravá věková struktura věřících u zavedených církví, která ve svém důsledky vede k pomalému vymírání (nové a rostoucí církve pochopitelně netrpí ani tímto neduhem).
Tezi, že většina odpadlých příznivců římskokatolické církve z roku 1991 pochází z řad formálních a nepraktikujících „matrikových katolíků“, podporují i výsledky jejího vlastního výzkumu: její sčítání všech účastníků nedělních bohoslužeb provedené o prvních povelikonočních nedělích v letech 1999 a 2004 vykazuje sice pokles návštěvnosti bohoslužeb, ale ani zdaleka ne v tak drastickém rozsahu, jaký by plynul ze srovnání obou sčítání. Vypovídací hodnotu tohoto výzkumu však lze do jisté míry zpochybnit, protože byl proveden v poněkud odlišném časovém horizontu.
V roce 2011 se k nespecifikované křesťanské víře přihlásilo celkem 13 000 lidí. Ke „katolické víře“ se přihlásilo 71 138 lidí. Nespecifikovanou příslušnost k některé protestantské či evangelické církvi deklarovalo 8 211 lidí. Za nespecifikované věřící se označilo 707 649 lidí a téměř polovina české populace (4 774 000 lidí) odmítla poskytnout jakékoliv informace o své náboženské příslušnosti.
| Název církve                                                                            | 1991           | 2001           | 2011           | 2021    |
| --------------------------------------------------------------------------------------- | -------------- | -------------- | -------------- | ------- |
| Církev římskokatolická                                                                  | 4 021 385      | 2 740 780      | 1 083 899      | 741 019 |
| Pravoslavná církev v českých zemích                                                     | 19 354         | 22 968         | 20 628         | 40 681  |
| Českobratrská církev evangelická                                                        | 203 996        | 117 212        | 51 936         | 32 577  |
| Církev československá husitská                                                          | 178 036        | 99 103         | 39 276         | 23 610  |
| Náboženská společnost Svědkové Jehovovi¹                                                | 14 575         | 23 162         | 13 097         | 13 298  |
| Církev bratrská                                                                         | 2 759          | 9 931          | 10 872         | 10 762  |
| Řeckokatolická církev                                                                   | 7 030          | 7 675          | 9 927          | 8 309   |
| Církev adventistů sedmého dne                                                           | 7 674          | 9 757          | 7 394          | 7 162   |
| Slezská církev evangelická a.v.                                                         | 33 130         | 14 020         | 8 162          | 7 081   |
| Apoštolská církev                                                                       | 1 485          | 4 565          | 4 934          | 4 958   |
| Bratrská jednota baptistů                                                               | 2 544          | 3 622          | 3 208          | 3 112   |
| Církev Křesťanská společenství                                                          | neregistrovaná | neregistrovaná | 9 387          | 2 306   |
| Evangelická církev augsburského vyznání                                                 | neregistrována | 14 885         | 6 645          | 2 048   |
| Luterská evangelická církev a. v. v České republice                                     | součást SCEAV  | 5 412          | 2 591          | 1 918   |
| Jednota bratrská                                                                        | nezj.          | 3 426          | 2 156          | 1 257   |
| Křesťanské sbory                                                                        | 3 017          | 6 927          | 3 458          | 1 224   |
| Evangelická církev metodistická                                                         | 2 855          | 2 694          | 1 952          | 896     |
| Církev Ježíše Krista Svatých posledních dnů                                             | neregistrována | 1366           | 923            | 713     |
| Starokatolická církev v ČR                                                              | 2 725          | 1 605          | 1 736          | 672     |
| Ruská pravoslavná církev, podvorje patriarchy moskevského a celé Rusi v České republice | neregistrovaná | neregistrovaná | 5 844          | 497     |
| Slovo života                                                                            | nezj.          | nezj.          | 857            | 366     |
| Společenství baptistických sborů                                                        | neregistrovaná | neregistrovaná | neregistrovaná | 60      |

¹ Svědkové Jehovovi se svou věroukou výrazně odlišují od hlavního proudu křesťanství a ostatními církvemi proto nejsou považováni za křesťany.

### Křesťanství v České republice z geografického hlediska
Podíl lidí bez vyznání roste s velikostí sídla od 46 % v obcích do 199 obyvatel až po 65 % ve městech nad 100 000 obyvatel.
Z regionálního hlediska je možno Českou republiku rozčlenit na tři velké oblasti:
- Jižní a střední Morava. Oblasti, jež se podobají náboženskou strukturou sousedním státům Slovensku a Rakousku – lidé bez vyznání tvoří velkou část obyvatelstva, ale římskokatolická církev si uchovává autoritu a má vliv na nemalou část obyvatelstva, zřetelný podíl aktivních věřících, v jediném okrese (Uherské Hradiště) je však vyšší podíl osob, které se při sčítání lidu 2001 samy považovaly za katolíky, než osob, které se považovaly za osoby bez vyznání.

- Podkrušnohoří. V pásu, který se táhne od Liberce podél hranic s Německem až k Chebu, jsou církevní struktury nesmírně slabé a církev má velmi nízký vliv na obyvatelstvo, jež se skládá v převážné míře z lidí bez vyznání. Věřící (převážně katoličtí) jsou nepočetní, je mezi nimi mnoho osob z národnostních menšin (romské, slovenské). Mnoho církevních budov zde zůstává i po roce 1989 ve špatném stavu (tj. chátrají), protože zájem o jejich obnovu je malý.

- Zbytek Čech, severní Morava a Slezsko. I zde výrazně převažují lidé bez vyznání, ale existují rozeznatelné komunity věřících. Na Valašsku a na Těšínsku je nejvyšší koncentrace protestantů v České republice.

## Ekumenická spolupráce
Zájmy většiny protestantských církví zastupuje Ekumenická rada církví v níž jsou sdruženy Apoštolská církev, Bratrská jednota baptistů, Církev bratrská, Církev československá husitská, Českobratrská církev evangelická, Evangelická církev augsburského vyznání v České republice, Evangelická církev metodistická, Jednota bratrská, Pravoslavná církev v českých zemích, Slezská církev evangelická augsburského vyznání, Starokatolická církev v ČR. Od roku 1999 je jeho přidruženým členem také Římskokatolická církev. Pozorovateli jsou Církev adventistů sedmého dne a také Federace židovských obcí. Do veřejného povědomí toto sdružení církví a náboženských obcí vstoupilo v souvislosti s projednáváním zákona o církevních restitucích v roce 2012.
Českobratrská církev evangelická a Slezská církev augsburského vyznání jsou členy Světové luterské federace, spolu s Církví československou husitskou, Církví bratrskou a Církví metodistickou jsou dříve zmíněné církve zastoupeny také Společenství evangelických církví v Evropě. Evangelikální církve se sdružují také v České evangelikální alianci.

## Křesťanství a média
Česká televize a Český rozhlas mají ve svém programu křesťansky zaměřené pořady. Česká televize pravidelně vysílá každou neděli pořady Křesťanský magazín a Cesty víry. V letech 2006-2009 odvysílala na mládež zaměřený evangelizační pořad Exit 316. Při svátcích nebo zvláštních příležitostech vysílá křesťanské bohoslužby. ČRo 2 vysílá bohoslužby pravidelně každé nedělní dopoledne.
Ekumenická spolupráce se objevuje i v oblasti mediální. Křesťansky zaměřené vysílání má Radio Proglas od roku 2006 v České republice vysílá také salesiánská TV Noe. Křesťanské zpravodajství zajišťují portály ChristNet.cz a Křesťan Dnes (pobočka mezinárodní sítě novin společnosti The Christian Today). 4.5.2018 byla spuštěna česká verze webu Vaticannews.va přinášející zprávy o papežovi, Vatikánu, Katolické církvi a ze světa. Nejčtenějším vnitrocírkevním periodikem je Katolický týdeník.
Situaci křesťanských komunit ve světě sleduje Křesťanská mezinárodní solidarita nebo česká verze Hlasu mučedníků.

## Církve a stát
V České republice je sekulární stát určen článkem 2, odst. 1 Listiny základních práv a svobod: Stát je založen na demokratických hodnotách a nesmí se vázat ani na výlučnou ideologii, ani na náboženské vyznání. Z opačné strany také čl. 16 odst. 2: Církve a náboženské společnosti spravují své záležitosti, zejména ustavují své orgány, ustanovují své duchovní a zřizují řeholní a jiné církevní instituce nezávisle na státních orgánech.
Dlouhodobě diskutovaným problémem je otázka restituce církevního majetku, jejíž realizace by mohla v horizontu 30 let ve výsledku znamenat faktickou odluku státu a církve v České republice.